# Nyack
Nyack [ˈnaɪ.æk] är en ort (village) i kommunerna Orangetown och Clarkstown i Rockland County, New York, USA. Orten ligger drygt 3 mil norr om Manhattan, bilvägen. Antalet invånare var 6 765 vid folkräkningen år 2010.

## Kända personer från Nyack
- Joseph Cornell, konstnär
- Stella Maeve, skådespelare